# Get Over It (álbum)
Get Over It es el quinto álbum de estudio de la banda de rock estadounidense Mr. Big, publicado en el año 1999 por el sello Atlantic Records. Es el primer álbum de estudio de la banda con el guitarrista Richie Kotzen, quien ingresó al grupo en reemplazo del virtuoso Paul Gilbert.

## Lista de canciones
1. «Electrified» – 4:12 (Richie Kotzen/Eric Martin/Billy Sheehan/Pat Torpey)
2. «Static» – 3:07 (Kotzen)
3. «Hiding Place» – 4:46 (Kotzen/Sheehan/Torpey)
4. «Superfantastic» – 3:45 (Martin/André Pessis)
5. «A Rose Alone» – 3:52 (Martin/Pessis/Marti Frederiksen)
6. «Hole in the Sun» – 3:46 (Martin/Pessis/Frederiksen)
7. «How Does It Feel» – 4:14 (Kotzen/Sheehan/Torpey)
8. «Try to Do Without It» – 4:54 (Martin/Pessis/Kotzen)
9. «Dancin' with My Devils» – 3:43 (Martin/Pessis/Kotzen)
10. «Mr. Never in a Million Years» – 5:40 (Kotzen/Sheehan/Torpey)
11. «My New Religion» – 3:20 (Martin/Pessis)

## Créditos
- Eric Martin – Voz
- Richie Kotzen – Guitarra
- Billy Sheehan – Bajo
- Pat Torpey – Batería